# Herbert Koschel
Herbert Georg Koschel (* 9. Dezember 1921 in Bunzlau; † 2. August 1980 in Koblenz) war ein deutscher Speerwerfer.
Er siegte 1949 bei der Internationalen Universitätssportwoche. Bei den Olympischen Spielen 1952 in Helsinki und bei den Leichtathletik-Europameisterschaften 1954 in Bern wurde er jeweils Zwölfter und bei den Olympischen Spielen 1956 in Melbourne Vierter. In den Jahren 1952, 1953 und 1954 wurde er Deutscher Meister. Seine persönliche Bestleistung von 77,80 Metern stellte er am 14. Oktober 1956 in Köln auf.
Koschel startete für die TuS Rot-Weiß Koblenz. Seit Juli 1951 war er als Mitglied des Deutschen Hochschulsportverbandes Träger des Silbernen Lorbeerblatts.
Er starb im August 1980 an den Folgen eines Autounfalls.